# 福建中医薬大学
福建中医薬大学（ふっけんちゅういやくだいがく、英語: Fujian University of Traditional Chinese Medicine）は、福建省福州市閩侯県に本部を置く中国の国立大学。1953年創立、2010年大学設置。

## 概要
福建省重点建設高校の重点12大学の一つである。2010年3月18日付けで、中華人民共和国教育部から福建中医薬大学への名称変更の承認を受けた。

## 沿革
- 1953年7月 福建省福州市中医進修学校が開校。
- 1955年11月 福建省中医進修学校に改称。
- 1958年8月 福建中医学院に改称。
- 1959年 福建省人民医院と福建省中医研究所を編入。
- 1969年11月 福建医科大学に改称。
- 1978年11月 福建中医学院に改称。
- 2010年3月 福建中医薬大学に改称。

## 学部
- 中医学院
- 中西医結合学院
- 薬学院
- 骨折学院
- 鍼灸学院
- 人文与管理学院
- 看護学院
- リハビリ医学院
- 体育部
- マルクス主義学院
- 研究生院
- 海外教育学院
- 成人教育学院
- 第一臨床医学院
- 第二臨床医学院
- 第三臨床医学院
- 整形臨床医学院

## 付属病院
- 福建中医薬大学附属人民医院（第一臨床医学院）
- 福建中医薬大学附属第二人民医院（第二臨床医学院）福建省第二人民医院（併称）
- 福建中医薬大学附属第三人民医院
- 福建中医薬大学附属康復医院
- 福建中医薬大学附属厦門中医院（第三臨床医学院）
- 福建中医薬大学附属厦門第三医院（第四臨床医学院）
- 福建中医薬大学附属三明第二医院（第五臨床医学院）
- 福建中医薬大学附属三明中西医結合医院（第六臨床医学院）
- 福建中医薬大学附属漳州中医院
- 福建中医薬大学附属泉州中医院
- 福建中医薬大学附属寧徳中医院
- 福建中医薬大学附属福州中医院
- 福建中医薬大学附属南平人民医院
- 福建中医薬大学附属龍岩中医院
- 福建中医薬大学附属福鼎中医院
- 福建中医薬大学附属晋江中医院
- 福建中医薬大学附属福州神経精神病防治院
- 福建中医薬大学附属泉州正骨医院
- 福建省中医薬研究院
- 国際中医薬培センセンター
- 福州屏山制薬廠
- 資産経営有限公司

## 福建中医薬大学日本校
福建中医薬大学日本校は、東京都中央区日本橋に所在する中医学を教育する教育機関である。